# Krzywosądów
Krzywosądów – wieś w Polsce położona w województwie wielkopolskim, w powiecie pleszewskim, w gminie Gołuchów, przy drodze krajowej nr 11. W latach 1975–1998 miejscowość administracyjnie należała do województwa kaliskiego.
Wieś duchowna Krzywosądowa, własność prepozytury benedyktynów w Kościele pod koniec XVI wieku leżała w powiecie kaliskim województwa kaliskiego. 
We wsi znajduje się lipa drobnolistna, która w 1977 miała obwód 350 cm, a do 2022 roku znajdował się wiatrak koźlak z 1883 wpisany do rejestru zabytków. Wiatrak wybudowany został przez Józefa Stasiaka, a później był własnością rodziny Banachowskich (którzy posiadali też wiatraki w Dobrej Nadziei i Borucinie; ma 3 kondygnacje i 15 metrów wysokości. Przeniesiony został do Krainy Wypoczynku i Konferencji Olandia w Prusimiu.